# قناة درقية لسانية مستديمة
القناة الدرقية اللسانية المستديمة (بالإنجليزية: Persistent thyroglossal duct)‏ هي حالة طبية حميدة تفشل فيها القناة الدرقية اللسانية بالضمور، وهي بنية موجودة عادة فقط أثناء التطور الجنيني. تستمر القناة كبنية على الخط الناصف تصل بين الجزء الخلفي من اللسان والغدة الدرقية. يمكن أن تؤدي هذه القناة الواصلة إلى تراكم السوائل والعدوى، مما يستلزم إزالة القناة.

## العلامات والأعراض
وجدت الدراسات التي أجريت على الجثث أن القنوات الدرقية اللسانية المستديمة يمكن أن تكون لا عرضية وتوجد في 7٪ من البالغين. ومع ذلك، يمكن أن يؤدي استمرار وجود القناة في كثير من الأحيان إلى مضاعفات بسبب الالتهابات وتراكم السوائل. إذ تستمر الغدد الموجودة في الغشاء المخاطي للقناة في إفرازاتها حتى يشكل السائل كيساً أو يخرج من القناة عبر الفتحة الموجودة في الثقبة العُوراء في قاعدة اللسان. يمكن أن تؤدي العدوى الموضعية، مثل نزلات البرد أو التهاب اللوزتين أو التهاب العقد اللمفاوية في المنطقة، إلى تراكم السوائل داخل القناة. حتى لو تشكلت الكيسة ثانوياً نتيجة لعدوى أخرى وتحسنت بعد المضادات الحيوية، فغالباً ما تنكس وتتطلب العلاج. 

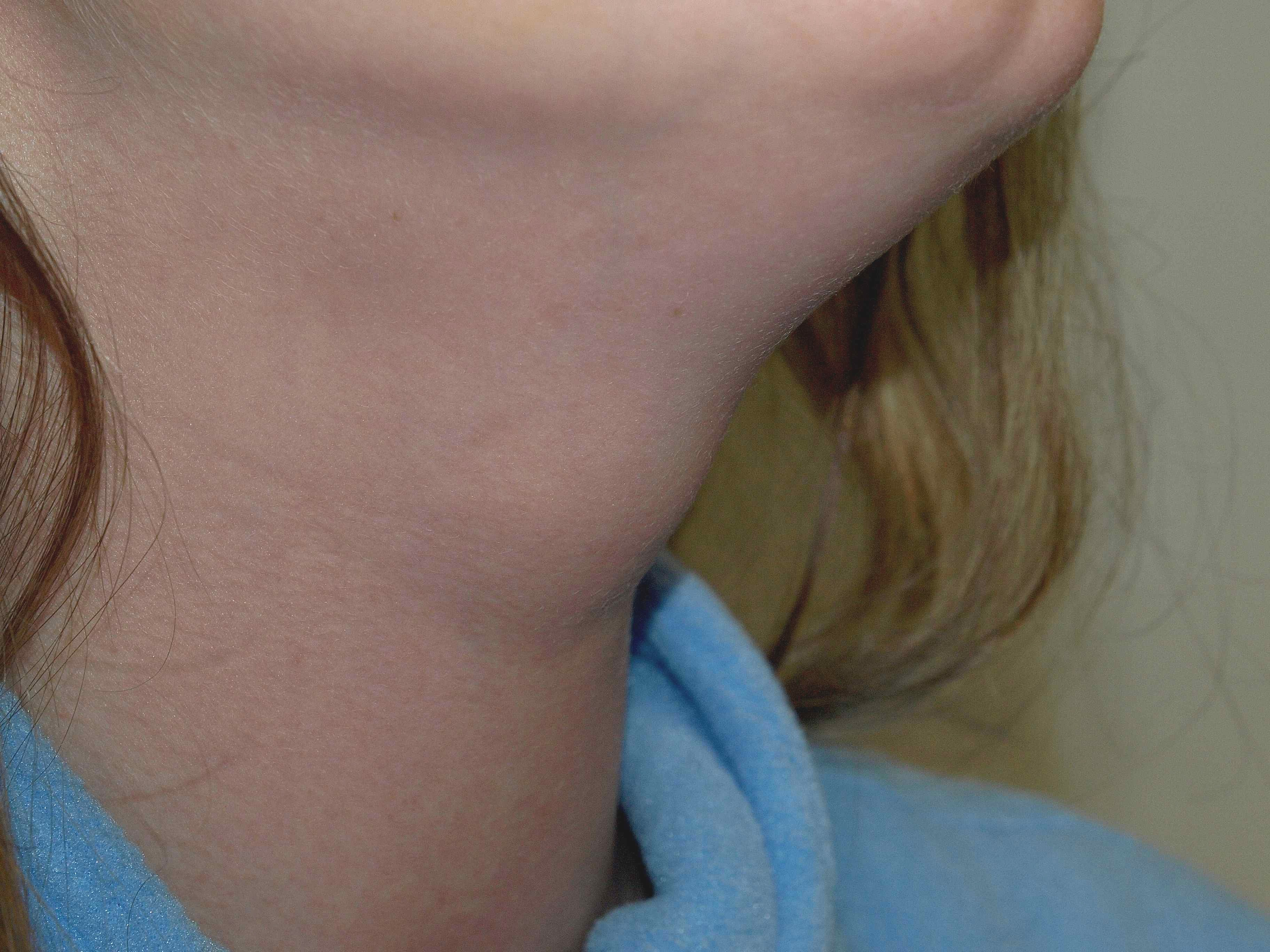
كيس درقي لساني

تتضمن ثلاثة أرباع التشوهات داخل القناة الدرقية اللسانية المستديمة تكوين كيس. إذا أصبحت القناة الدرقية اللسانية المستديمة ممتلئة بسائل، فإنها ستشكل كيس درقي لساني، والذي يمثل 70٪ من كتل الرقبة الخلقية وهو التشخيص الأكثر احتمالاً إذا كانت الكتلة متوضعة على طول خط منتصف الرقبة. غالباً ما يتم تشخيص هذه الأكياس عند الأطفال دون سن العاشرة وليس لها انتشار محدد بين الجنسين. عادة ما تكون الأكياس بدون أعراض في هذا العمر ويتم ملاحظتها بسبب التورم الذي يتحرك أثناء البلع. يوجد أكثر من 80٪ من هذه الأكياس عند العظم اللامي أو تحته.
في حالات نادرة جداً، يمكن أن تتحول القناة الدرقية اللسانية المستديمة إلى سرطان، عندها تسمى سرطان القناة الدرقية اللسانية. في حالة سرطان القناة الدرقية اللسانية، فإن الخلايا السرطانية هي أنسجة الغدة الدرقية المنتبذة التي تتوضع على طول القناة الدرقية اللسانية وستظهر كسرطان حليمي.
قد تتظاهر القناة الدرقية اللسانية على شكل خراج ناتج عن عدوى ويتمزق عبر الجلد للسماح بالتصريف الكافي للمنطقة المصابة.

## تشريحياً
يتطور اللسان بعد بداءة الدرق إذ تتوضع الثقبة العوراء عند قاعدة اللسان. ثم تستمر القناة الدرقية اللسانية عبر الرقبة وتتوضع أمام الغضروف الحنجري. ثم تمر القناة أمام العظم اللامي النامي، مع استمرار العظم في النمو، قد يستمر في النمو للخلف، أو يصبح أمامياً، أو حتى ينمو ليحيط بالقناة. تم العثور على القناة بالقرب من الخط الإنسي للرقبة. تستمر القناة أمام الغشاء الدرقي والعضلة القصية الدرقية والعضلة القصية اللامية قبل أن تنتهي في الجزء السفلي من الرقبة عند الغدة الدرقية.
أثبتت الجراحات التي فشلت في إزالة القناة أن الجزء فوق العظم اللامي من القناة يمكن أن يكون له العديد من الفروع المجهرية التي تتصل بقاعدة اللسان. ويعتقد أنها مرتبطة بالغشاء المخاطي البلعومي وعضلات اللسان. 

### الأصل الجنيني
خلال الأسبوع الثالث من التطور، تبدأ الغدة الدرقية في النمو من أرضية البلعوم. تبدأ بداءة الدرق على شكل بروز بينالأثلام البلعومية الأولى والثانية، حيث ينتهي الثلثان الأماميان من اللسان. تُعرف هذه المنطقة باسم الثقبة العوراء وتمثل أصل القناة الدرقية اللسانية. عندما تبدأ الغدة الدرقية النامية بالانتقال إلى موقعها التشريحي، فإنها تظل متصلة باللسان عبر القناة الدرقية اللسانية. بحلول الأسبوع السابع من التطور الجنيني، تصل الغدة الدرقية إلى موضعها النهائي في الرقبة بعد أن تنمو عبر الأديم المتوسط وعضلات اللسان والفم والرقبة. خلال الأسبوع الثامن إلى الأسبوع العاشر، تبدأ خلايا القناة عادةً بالنمو إلى الداخل وتملأ الأنبوب المجوف سابقاً، بدءً من النهاية السفلية. لتصبح هذه النهاية السفلية من القناة بعد ذلك الفص الهرمي للغدة الدرقية. تصبح الحبال الخلوية المنقسمة للقناة الأنبوبية البرزخ والفصوص الجانبية للغدة لتكمل تكوين باقي الغدة.
بمجرد أن تنفصل القناة الدرقية اللسانية، تبدأ الخلايا بالتنكس والاختفاء. ومع ذلك، في حالة القناة الدرقية اللسانية المستديمة، يظل الأنبوب مجوفاً ويستمر بالوصل بين الثقبة العوراء والغدة الدرقية. 

## نسيجياً
خلايا القناة الدرقية اللسانية هي في الأصل ظهارية. يمكن أن تتراوح أشكال الخلايا من عمودية، إلى حرشفية، إلى ظهارة انتقالية. يمكن أيضاً رؤية كتل شبيهة بالغدة الدرقية على طول القناة. وكذلك قد نرى حويصلات وأكياس مغلقة أثناء دراسة أنسجة القناة. أظهرت القناة الدرقية اللسانية المستديمة في الأرانب تشابهاً مع بنية القناة الهضمية؛ حيث تكونت من نسيج ضام ليفي خارجي، طبقات عضلية، غدد تحت مخاطية، وظهارة ملتفة.

## التشخيص
غالباً ما يتم اختيار الموجات فوق الصوتية لفحص القناة وتحديد وجود وحجم أي كيسات أو تشوهات. يمكن أيضاً استخدام الدراسة الخلوية للخزعة بالإبرة الدقيقة لتأكيد التشخيص.

## العلاج
من أجل منع تشكل المزيد من الكيسات والالتهابات، تُستأصل القناة الدرقية اللسانية وجميع فروعها من منطقة الحنجرة والرقبة. يعتبر الإجراء المعروف باسم عملية سيسترنك "Sistrunk procedure"، هو الإجراء النموذجي ويتضمن إزالة أجزاء من العظم اللامي والأنسجة فوقه. غالباً ما يتكرر ظهور الأكياس إذا لم تتم إزالة القناة بأكملها، لذا فإن النكس يتطلب إزالة واسعة من الأنسجة في عملية جراحية لاحقة.
يؤدي تأخير الإجراء الجراحي تقريباً دائماً إلى تكرار العدوى، والتي ستستمر في تأخير العلاج المطلوب. إن عملية سيسترنك لها معدل نكس أقل من 5٪، مما يثبت أنها فعالة للغاية في إزالة غالبية آثار القناة الدرقية اللسانية المستديمة.

## روابط خارجية
- ent/323 في موقع إي ميديسين